# Años 60
Los años 60 o década del 60 empezó el 1 de enero del 60 y terminó el 31 de diciembre del 69.

## Acontecimientos
- 61: Boudica conduce una rebelión de los británicos contra los romanos.
- 61: Publio Petronio Turpiliano y Lucio Cesenio Peto se convierten en cónsules romanos.
- 62: el emperador Nerón se casa por segunda vez con Popea Sabina, exesposa de Marco Salvio Otón.
- Un gran terremoto daña las ciudades de Campania, incluida Pompeya (5 de febrero).
- Guerra romano-parta: el ejército romano (dos legiones) es derrotado por los partos bajo el rey Tiridates I de Armenia. Peto se rinde y retira su desaliñado ejército a Siria.
- Una violenta tormenta destruye 200 barcos en el puerto de Portus.
- 63: Cerca del volcán Vesubio (Italia, 40°48′N 14°30′E / 40.80, 14.50) sucede un terremoto. Dieciséis años después sucederá la erupción que sepultará Pompeya.
- Vespasiano se convierte en gobernador de África.
- Cneo Domicio Corbulón se restaura al mando después de la debacle romana en la Guerra romano-parta; invade Armenia y derrota a Tiridates I, que acepta la soberanía romana; Partia se retira de la guerra.
- 64: tiene lugar el Gran incendio de Roma. Comienza en la zona comercial de Roma y pronto se quema completamente fuera de control, mientras que el emperador Nerón supuestamente toca su lira y canta mientras observa el incendio desde una distancia segura. No hay pruebas sólidas para apoyar esta afirmación. El fuego destruye cerca de la mitad de la ciudad y se culpa oficialmente a los cristianos, un pequeño pero creciente movimiento religioso. Nerón está acusado de ser el incendiario por el rumor popular.
- La persecución de los cristianos en Roma comienza bajo el emperador Nerón. Posiblemente el apóstol Pedro esté entre los ejecutados.
- Lyon envía una gran suma de dinero a Roma para ayudar en la reconstrucción. Sin embargo, durante el invierno de 64–65, Lyon sufre un incendio catastrófico, y Nerón responde al enviar dinero a Lyon.
- Fenicia se convierte en parte de Siria.
- 65: Cayo Cestio Galo se convierte en legado de Siria.
- El Evangelio de Mateo se escribe probablemente entre 60 y este año.
- En China, se hace la primera referencia oficial al budismo.
- La primera comunidad cristiana en África es fundada por Marcos, un discípulo de San Pedro. Marcos comienza a escribir su evangelio.
- 66: Nerón crea la Legio I Italica.
- 67: el italiano Lino de Volterra sucede al papa Simón bar Ioná («san Pedro»).
- Caída de la fortaleza judía de Gamala en el Gaulanítide a los romanos y masacre de sus habitantes.
- 69: año de los cuatro emperadores. Galba, Otón, Vitelio y Vespasiano. Año de guerras civiles.
- 69: en Roma, Vespasiano se hace finalmente con el título de emperador.
- 69: las legiones romanas en Germania Superior se niegan a jurar lealtad a Galba. Se rebelan y proclaman a Vitelio como emperador.
- El judío cristiano Pablo de Tarso escribe sus cartas a los efesios, a los filipenses, a los colosenses, a los hebreos, a Timoteo, a Tito y a Filemón.
- Fecha probable de la redacción del Evangelio de Marcos.
- En Roma se escribe el libro de Hechos de los Apóstoles.
- En Roma se escriben las Cartas de Santiago, las Cartas de Pedro y la Carta de Judas.

## Personas destacadas
- Boudica, reina británica rebelde.
- Cayo Suetonio Paulino, general romano.
- Julio Civilis, líder de la Rebelión de los bátavos contra los romanos.

## Nacimientos
- 61: Plinio el Joven, autor romano y estadista (f.113).[1]
- 64: Julia Flavia, hija del emperador romano Tito, amante de su hermano Domiciano (f. 96).
- 64: Filón de Biblos, escritor histórico fenicio (f. 141).
- 68: Matidia la Mayor, sobrina del emperador Trajano (f. 119).

## Fallecimientos
- 60 o 61: Boudica, reina de los icenos.
- 62: Octavia, esposa de Nerón (posiblemente ejecutada) (n. 40 d. C.)
- 63: Claudia, única hija de Nerón.
- 65: Petronio, escritor romano (n 14 d. C. o 27 d. C.).
- 69: Marco Salvio Otón, emperador romano (n. 32 d. C.)